# HIGH RAIL 1375
HIGH RAIL 1375（日语： Haire ̄ruichi-san'nanago */?）號列車是由東日本旅客鐵道（JR東日本）營運，行走於小諸站至小淵澤站之間的觀光快速列車。行走的列車也設有HIGH RAIL 1375這個愛稱。

## 概要

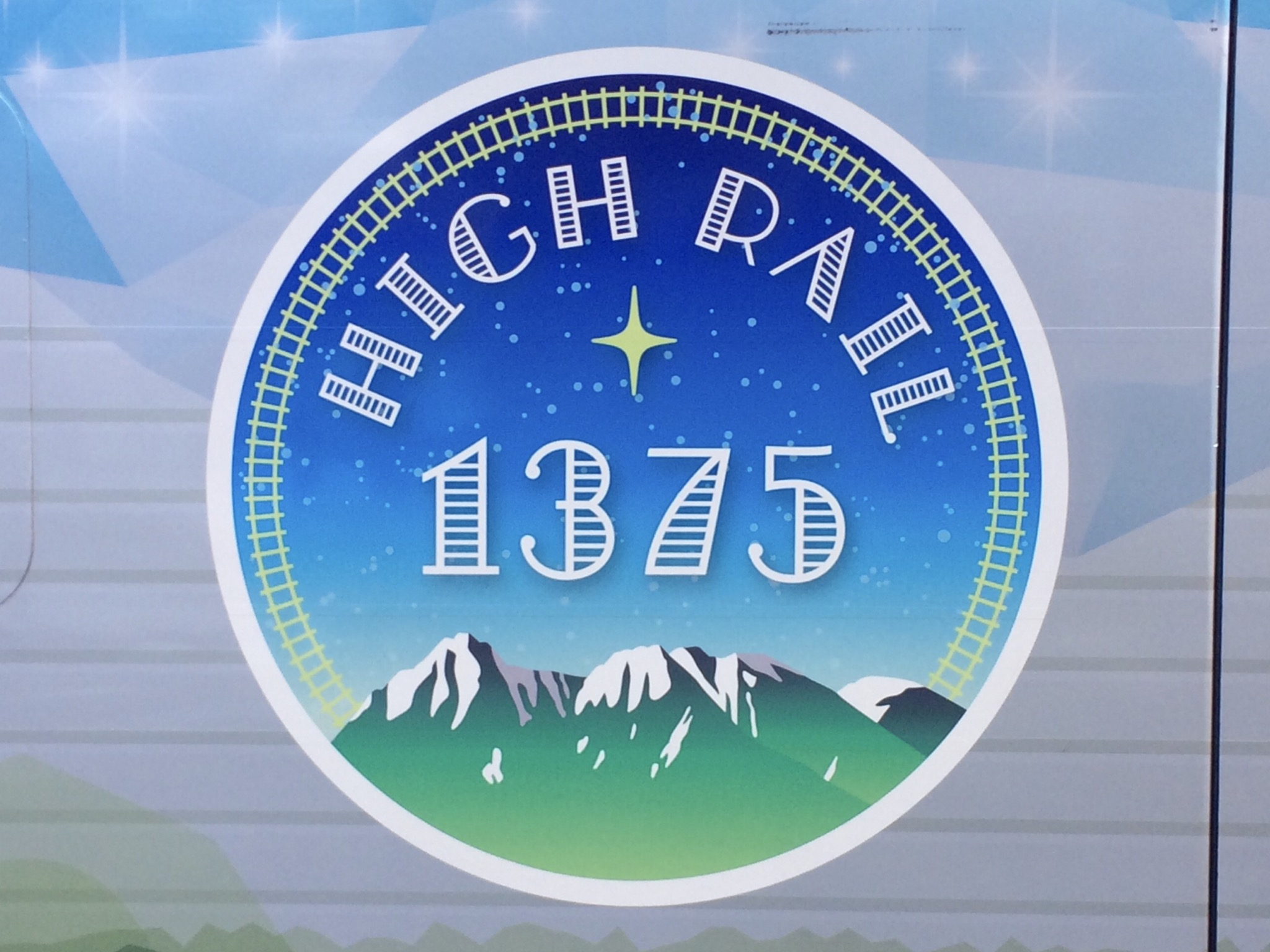
標誌

在2017年7月1日，隨著東日本旅客鐵道長野分社舉行信州地方旅遊活動，便於小海線開設了此觀光列車。愛稱的「HIGH」是指小海線中海拔較高的車站，「RAIL」是指鐵路，「1375」是指小海線清里站至野邊山站之間，日本地勢最高的普通鐵路區間的標高為1375米。
在2016年11月4日，JR東日本長野分支公布開設此列車。在2017年2月20日公布列車愛稱為「HIGH RAIL 1375」。在2017年5月19日公布運行概要等列車資訊，在7月1日起開始行走。

## 運行概況
所有車廂都是指定席。在運輸日設有1個往返班次。
「HIGH RAIL 1375」通常在星期五、六及假日行走，在暑假期陳除了星期二外每日行走。在運輸日，列車行走於小海線小淵澤站至小諸站之間，共有1.5個往返班次。日間行走的1個往返班次中，上行為「HIGH RAIL 2號」，下行為「HIGH RAIL 1號」，晚上行走的下行班次為「HIGH RAIL 星空」。在愛稱中會省略「1375」。
在冬季，「HIGH RAIL 1375」只於星期六及假日行走。在運輸日，列車行走於小海線小淵澤站至小諸站之間，共有1個往返班次。在該時期只有「HIGH RAIL 2號」和「HIGH RAIL 星空」班次（時間表在冬季期間也有所變更）。
另外，車內設有專用「HIGH RAIL 1375」Wi-Fi網絡（該Wi-Fi網絡不能夠連接互聯網），乘客使用流動裝置連接該網絡後，可以瀏覽「HIGH RAIL 1375」的相關資訊，例如沿線觀光資訊與星象資訊。在「HIGH RAIL 星空」的班次中，列車會停留在野邊山站約1小時，那時候會有導賞員會與旅客進行星空觀察會（當天氣惡劣時，導賞員會在車內解說）。
由於此列車是一人控制，沒有車掌乘務。因此JR東日本Service Creation（2019年7月1日前由日本餐廳企業負責）的服務員會乘車，以進行檢票業務和車內販賣業務。

### 停車站
小淵澤站 - 清里站 - 野邊山站 -（信濃川上站）- 小海站 -（八千穗站）-（臼田站）- 中込站 -（岩村田站）- 佐久平站 - 小諸站
- 「星空」會通過之車站。

## 使用車輛
「HIGH RAIL 1375」使用1輛經改裝的KiHa100系柴油列車和1輛經改裝的KiHa110系柴油列車連結而成，以2卡編成行走。整抽列車載客量為50人。車身設計與標誌由JR東日本企劃負責。
1號車廂設有販賣櫃臺，該處可購買原創商品。2號車廂設有「HIGH RAIL畫廊」，靠近駕駛室一方放置了與天文有關的書籍，另外也設置了半球形的穹頂，利用投影裝置把星空投射到天花板上。當初計劃於列車天花板改裝為玻璃窗，但是由於會抵觸法例而放棄這個意念，取而代之為投影星空至半球形的穹頂。

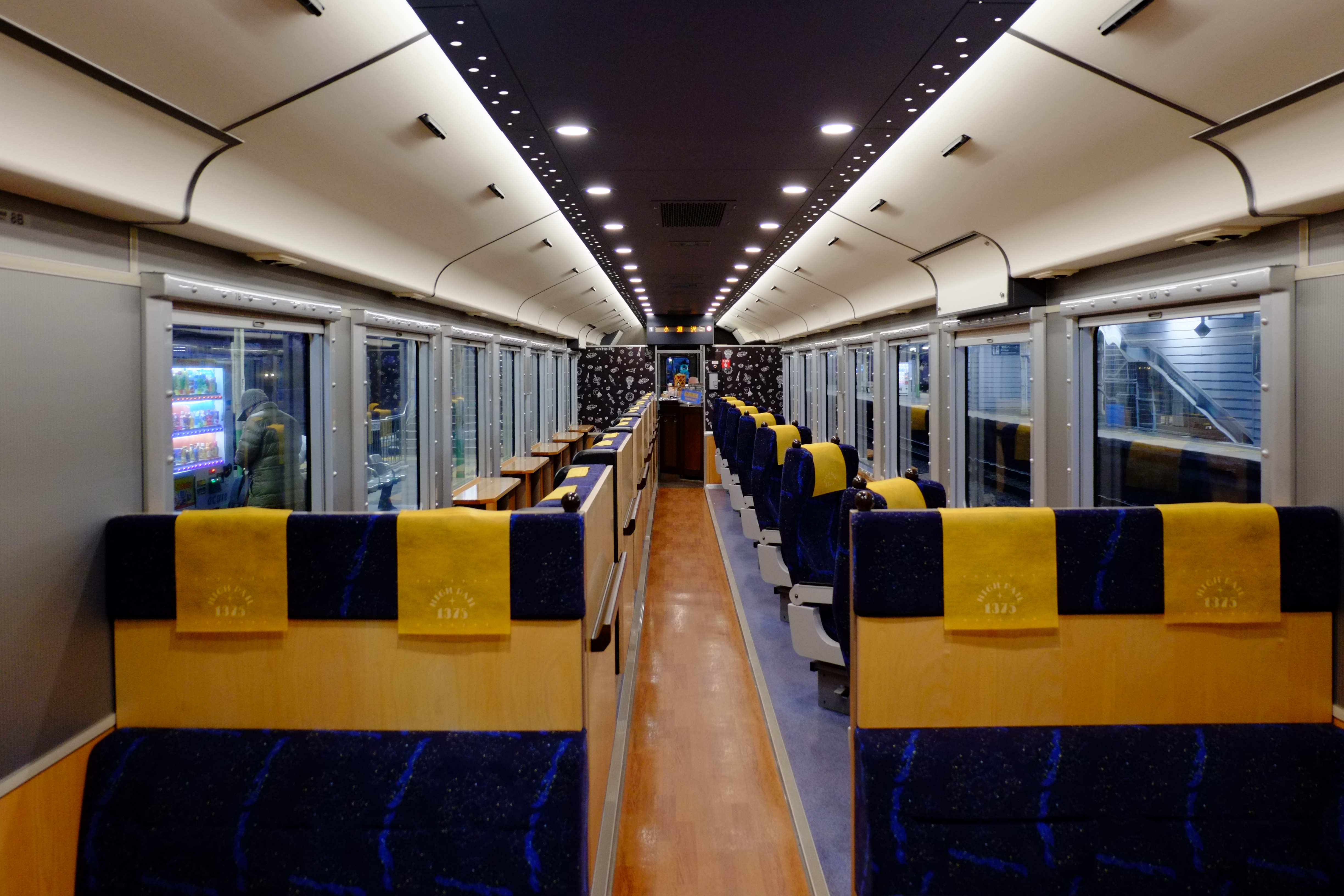
1號車廂車內
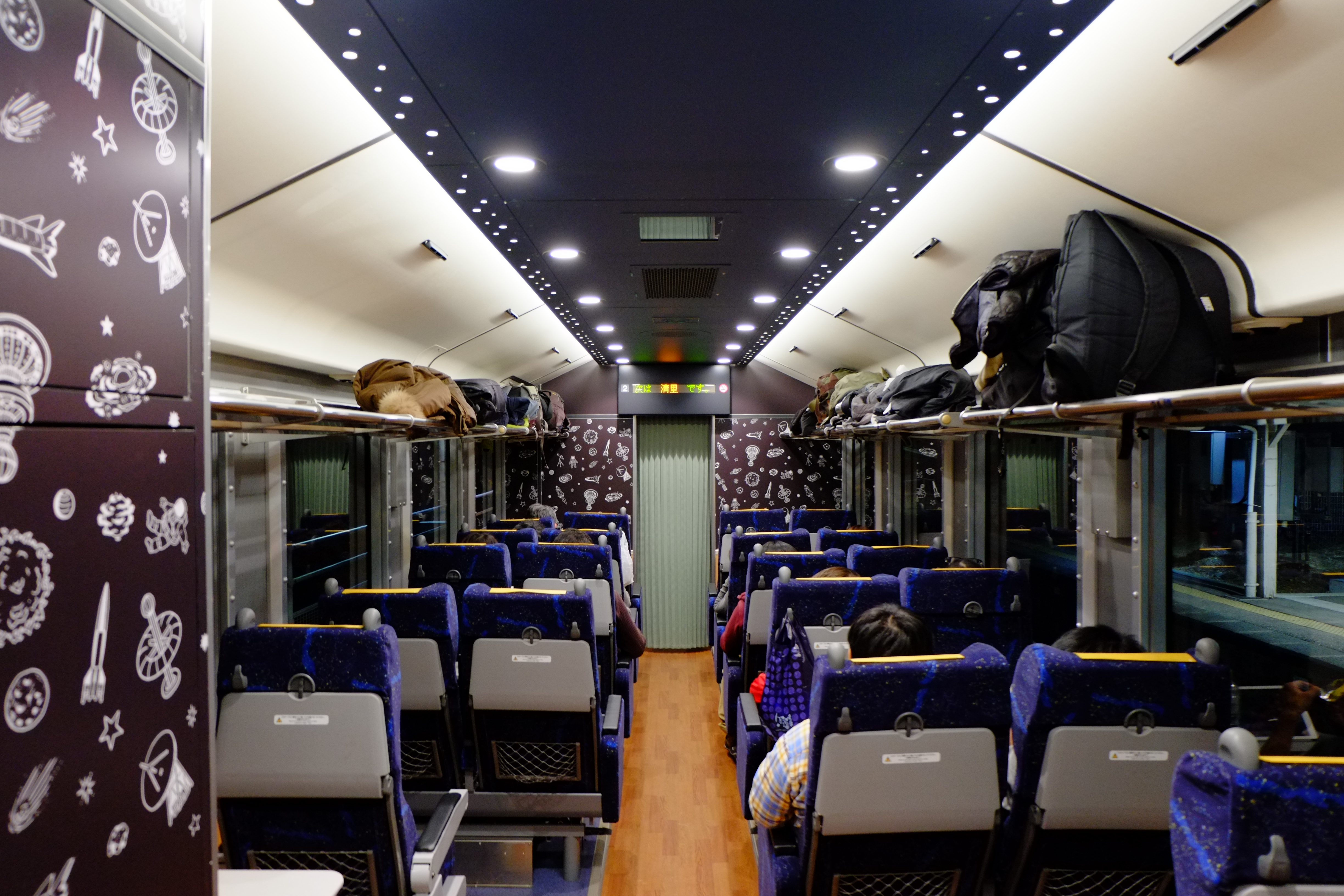
2號車廂車內
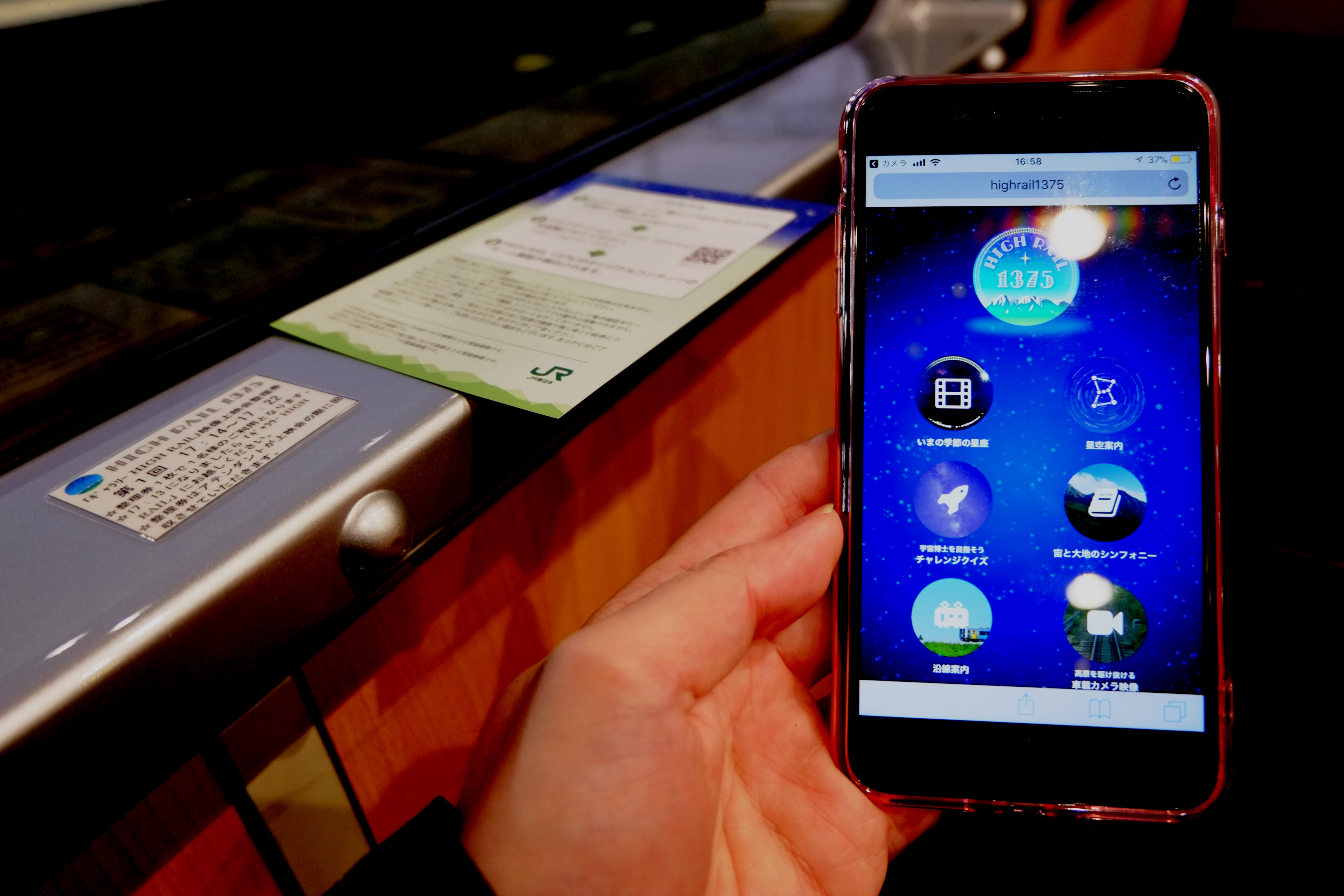
連接車內專用Wi-Fi後，所瀏覽的資訊
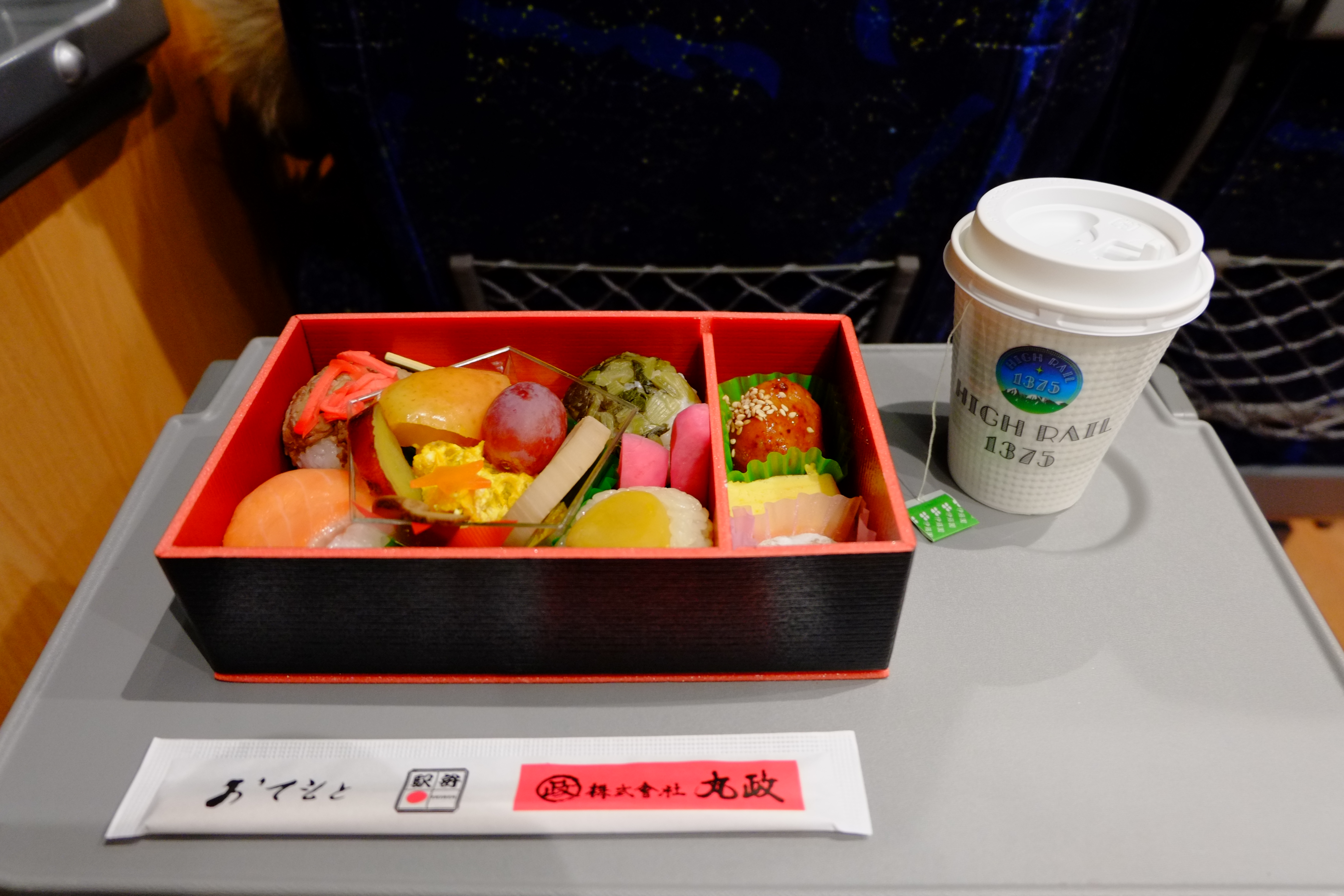
HIGH RAIL 星空 特製便當（2017年12月）

## 注腳
1. 1 2 3   (PDF) (新闻稿). 東日本旅客鉄道長野支社. 2017-02-21  [2017-02-21]. （原始内容存档 (PDF)于2023-04-12） （日语）.
2. ↑  . 北陸新幹線で行こう!北陸・信越観光ナビ（信濃毎日新聞）. 2017-07-02  [2019-11-03]. （原始内容存档于2023-04-20） （日语）.
3. 1 2 3 4 5  . MyNavi新聞（日语：マイナビニュース）. 2017-06-21  [2019-11-03]. （原始内容存档于2023-04-17） （日语）.
4. 1 2 3 4  . 北陸新幹線で行こう!北陸・信越観光ナビ（信濃毎日新聞）. 2017-06-22  [2019-11-03]. （原始内容存档于2023-04-17） （日语）.
5. ↑   (PDF). 東日本旅客鉄道長野支社. 2016-11-04  [2017-02-21]. （原始内容存档 (PDF)于2016-12-03） （日语）.
6. ↑  . 鉄道ファン・railf.jp 鉄道ニュース (交友社). 2017-07-02  [2017-07-03]. （原始内容存档于2023-04-17） （日语）.
7. ↑  車内Wi-Fiオリジナルコンテンツ (HIGH RAIL) : Joh3の気まぐれ鉄道日記 （页面存档备份，存于）（日語）
8. ↑  . MyNavi新聞. 2017-02-21  [2019-11-03]. （原始内容存档于2023-04-17） （日语）.
9. ↑  「老朽通勤車両 観光用に／JR東がリノベーション」《日經產業新聞》2018年1月29日（13面）

## 外部連結
- Joyful Trains Portal > HIGH RAIL 1375: JR EAST （页面存档备份，存于） （英文）